# Kanzelwand
Le Kanzelwand ou Warmatsgundkopf est un sommet des Alpes, à 2 058 m d'altitude, dans les Alpes d'Allgäu, et en particulier dans les montagnes au sud-est de la Walsertal, entre l'Autriche (Vorarlberg) et l'Allemagne (Bavière).